# Generalkommando 56
Das Generalkommando 56 (bis 1916 Höheres Kavallerie-Kommando Nr. 1) war ein Großverband der Armee des Deutschen Kaiserreiches im Ersten Weltkrieg.

## Gliederung
Es handelte sich beim Generalkommando 56 um ein Generalkommando z. b. V. (Generalkommando zur besonderen Verwendung). Diese entstanden ab 1916 und waren reine Kommandostellen, die militärischen Einheiten wurden ihm nach Bedarf zugeordnet.

## Geschichte
Das H.K.K. Nr. 1 wurde bei Kriegsbeginn unter dem Kommando von General Manfred von Richthofen gebildet und umfasste die Garde-Kavallerie-Division sowie die 3. und 5. Kavallerie-Division. Das I. Kavalleriekorps stand anfangs an der Westfront, stieß bis zur Marne vor und wechselte nach Einsätzen in der Ersten Flandernschlacht an die Ostfront. Im November 1914 bei der 9. Armee eingesetzt, geriet das Korps während der Schlacht um Łódź zusammen mit dem XXV. Reserve-Korps unter General von Scheffer-Boyadel in einen Kessel. Die jetzt unterstellte 6. und 9. Kavallerie-Division konnten mit Hilfe der 3. Garde-Division (General Litzmann) am 24. November 1914 erfolgreich über Brzeziny nach Norden zu den alten deutschen Stellungen durchbrechen.
Anfang 1916 war das Korps für den Frontabschnitt zwischen Narotsch- und Dryswjaty-See verantwortlich. Im Herbst 1916 wurden die Verbände der Heereskavallerie teilweise aufgelöst und in andere (gemischte) Großverbände überführt. Nach der Umbildung am 23. November 1916 zum Generalkommando z. B.V. Nr. 56 übernahm das Korps unter Götz von König bei der Armee-Abteilung D einen Abschnitt bei Dünaburg.
Ab Mitte Februar 1918 nahm das Korps an der Offensive gegen den Peipussee und der oberen Düna teil und stieß über Drissa bis Polozk vor, dabei waren dem Großverband die 23. Landwehr-Division, 87. Infanterie-Division und 8. Kavallerie-Division unterstellt.
Durch den Frieden von Brest-Litowsk wurde das Generalkommando aufgelöst und die Mobilmachungsbestimmung von König am 5. März 1918 aufgehoben.

## Kommandierender General
| Dienstgrad             | Name                   | Datum                                  |
| ---------------------- | ---------------------- | -------------------------------------- |
| General der Kavallerie | Manfred von Richthofen | 02. August 1914 bis 23. September 1916 |
| General der Kavallerie | Götz von König         | 23. September 1916 bis 5. März 1918    |